# ۱۰۸۰ درجه بهمن
۱۰۸۰ درجه بهمن (به انگلیسی: 1080° Avalanche)، (به ژاپنی: テン·エイティ シルバーストーム) در سبک ورزشی، اسکیت، توسط شرکت نینتندو سافت‌ویر تکنولوژی تهیه و توسط کمپانی نینتندو در سال ۲۰۰۳ میلادی در اروپا و آمریکای شمالی منتشر گردید. نسخه ژاپنی این بازی در تاریخ ۲۲ ژانویه ۲۰۰۴ عرضه گردید. این بازی ادامه‌ای بر بازی ۱۰۸۰ درجه اسنوبرد است که در سال ۱۹۹۸ برای کنسول نینتندو ۶۴ تولید شده بود.
این بازی قادر به پردازش در رزولوشن 480p می‌باشد و همچنین قابلیت پخش صوت به صورت دالبی پرولاجیک، و انجام همزمان حداکثر ۴ بازیباز در حالت شبکه می‌باشد.

## گیم‌پلی
گیم پلی این بازی در سبک ورزشی و اسنوبرد می‌باشد. اساس گیم پلی به مانند بازی قبل این سری متکی بر مسابقات اسنوبرد است و در کنار آن با انجام فنون و حرکات نمایشی قابلیت‌های تازه‌ای کسب می‌گردد. در صورت پر شدن نوار موسوم به "ترفند"، بازیباز قابلیت ضربه زنی به حریف و انداختن او را بدست میاورد. هر بازیباز دارای یه تخته اسنوبرد مخصوص است که در طول بازی می‌توان آنهارا آزاد کرده و استفاده نمود. قابلیت انجام بازی در ۱۵ مسیر و سه سطح دشواری متفاوت وجود دارد.

## مشخصات فنی
این بازی بر روی دیسک‌های مخصوص شرکت نینتندو، با عنوان "دیسک نوری نینتندو" منتشر گردیده. قابلیت پردازش تصویر با رزولوشن 480p و ایجاد صوت به صورت دالبی پرولاجیک و بازی همزمان تا حداکثر ۴ بازیباز در حالت آفلاین و شبکه، از دیگر امکانات فنی این بازی می‌باشند.

## متفرقه
این بازی ابتدا قرار بود توسط کمپانی "لفت فیلد پروداکشنز" و با عنوان "۱۰۸۰ درجه اسنوبوردینگ ۲" ساخته گردد که پس از جدایی این کمپانی، شرکت نینتندو سافت‌ویر تکنولوژی ساخت بازی را به عهده گرفت.

## بازخورد
| گردآورنده  | امتیاز |
| ---------- | ------ |
| گیم‌رنکینگز | ۷۵/۱۰۰ |
| متاکریتیک  | ۷۳/۱۰۰ |

| ناشر      | امتیاز |
| --------- | ------ |
| گیم‌اسپات  | ۶٫۷/۱۰ |
| آی‌جی‌ان    | ۶/۱۰   |
| MobyGames | ۷۵/۱۰۰ |

میانگین نمرات سایتها به این بازی نمره ۷۳ از ۱۰۰ است.